# Boskovická brázda
Boskovická brázda je protáhlá, úzká, asi 85 km dlouhá sníženina a geomorfologický celek na Moravě v oblasti Brněnské vrchoviny. Se šířkou mezi 2 a 12 kilometry tvoří ostré oddělení zbytku Brněnské vrchoviny od sousední Českomoravské vrchoviny. Geologicky jde o asymetrickou příkopovou strukturu vzniklou koncem hercynského vrásnění.
Brázda se táhne od severovýchodu k jihozápadu mezi Drahanskou a Bobravskou vrchovinou na východní straně (obě jsou součástí Brněnské vrchoviny) a Hornosvrateckou vrchovinou, Křižanovskou vrchovinou a Jevišovickou pahorkatinou na západní straně (všechny jsou součástí Českomoravské vrchoviny). Na severu, kde hraničí také se Svitavskou pahorkatinou, Podorlickou pahorkatinou, Zábřežskou vrchovinou, začíná u Městečka Trnávky, na jihu končí u Moravského Krumlova. Vytváří zřetelný pruh nezalesněné krajiny mezi lesnatější krajinou na jihovýchodě a severozápadě. Severní část (Malá Haná) je od jižní (Oslavanská brázda) oddělena vyšší oblastí Žernovnické hrásti.
Boskovická brázda je vyplněna převážně permo-karbonskými a neogenními usazeninami a ostrůvky křídových usazenin. V Oslavanské brázdě jsou naleziště černého uhlí (rosicko-oslavanská uhelná pánev). Střední sklon je 4°20′, nejvyšším bodem je kopec Nad Amerikou (553 m) ve Svárovské vrchovině (součást Malé Hané). Průměrná nadmořská výška Boskovické brázdy je 354,6 m n. m.
Napříč brázdou, převážně od severozápadu na jihovýchod, protéká řada vodních toků, jako jsou řeky Rokytná, Oslava, Jihlava, Bobrava, Svratka a Svitava. Podélně brázdou tečou jen menší toky jako Jevíčka, Veverka a různé potoky.
Nacházejí se zde města (od severu) Jevíčko, Velké Opatovice, Letovice, Boskovice, Tišnov, Veverská Bítýška, Rosice, Zbýšov, Oslavany, Ivančice a Moravský Krumlov.
Severní částí Boskovické brázdy je veden projekt silnice I/73 Brno – Moravská Třebová (ve stopě rozestavěné německé dálnice Vídeň–Vratislav z druhé světové války).

## Fotogalerie

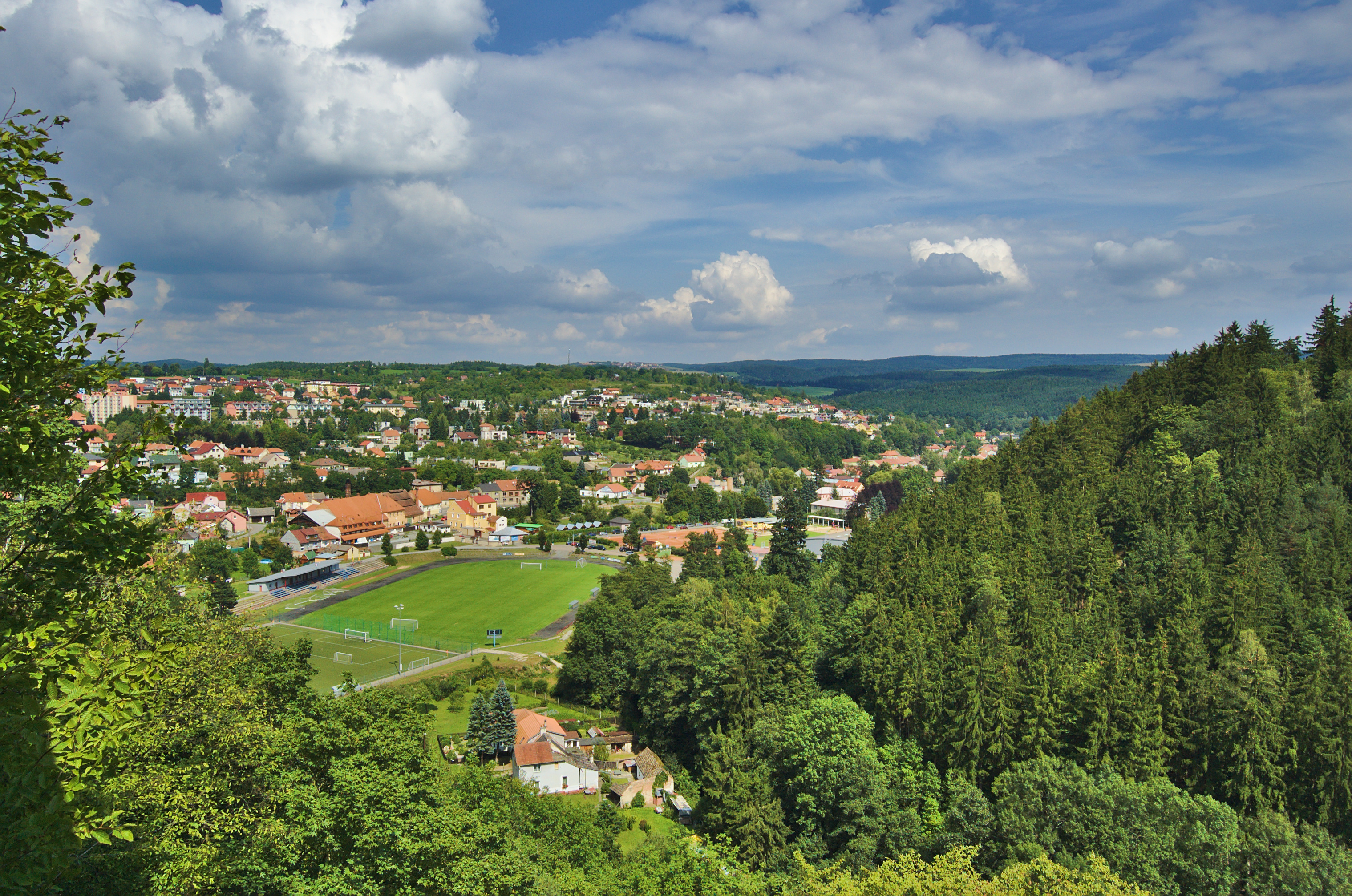
Pohled na východní část Boskovic, vpravo se zvedají kopce
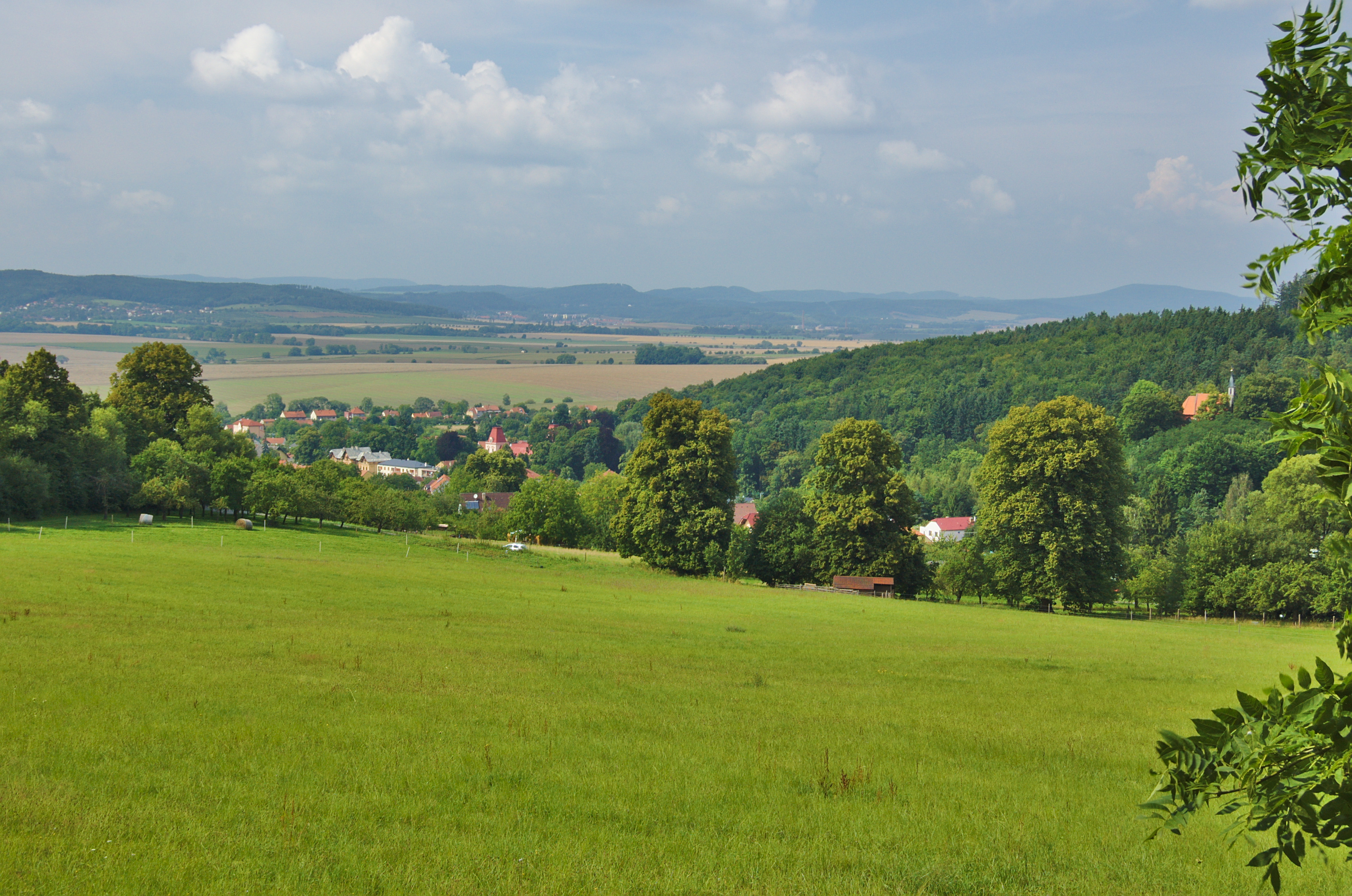
Pohled na Šebetov, v pozadí rovina Malé Hané
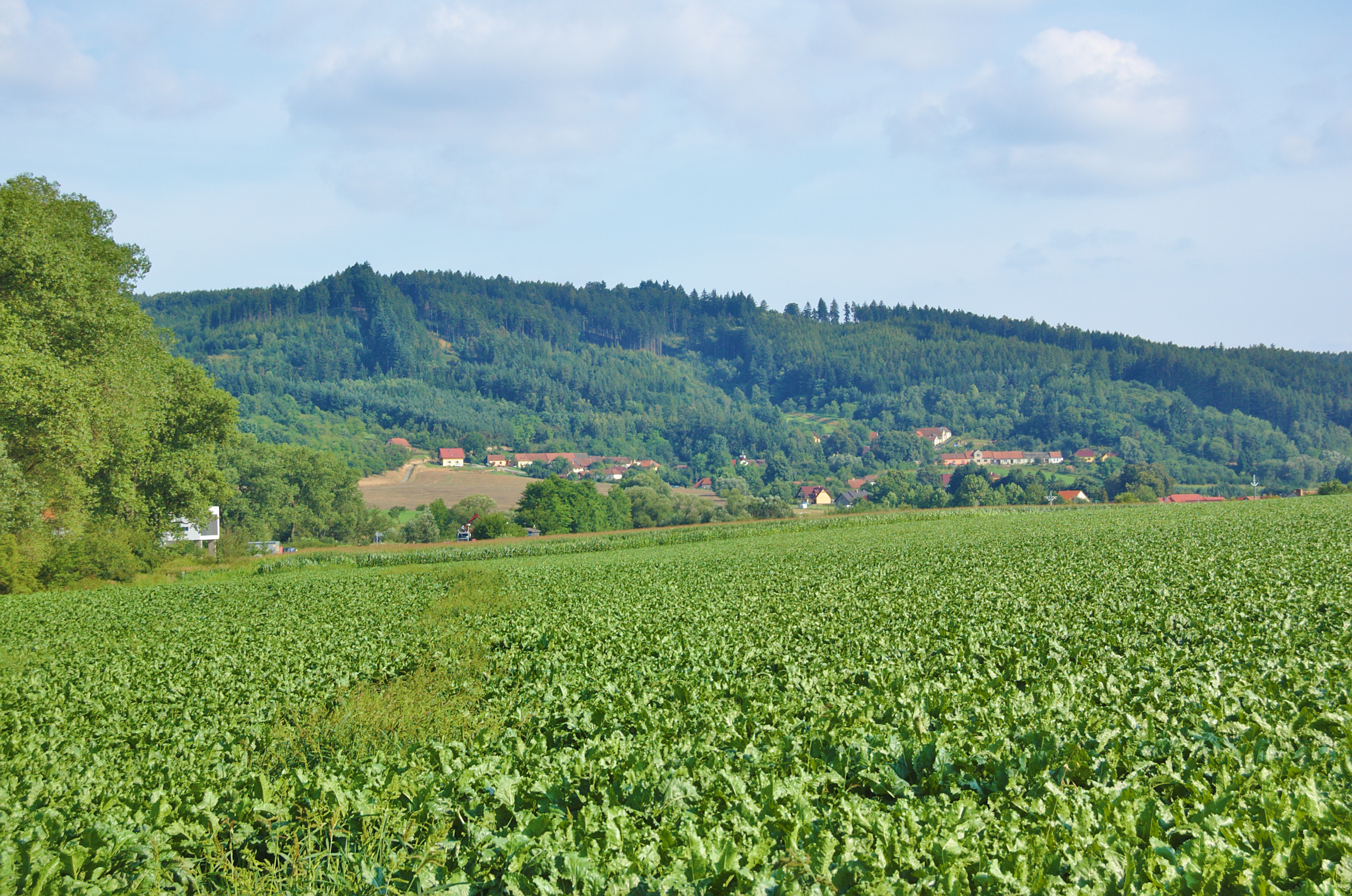
Pohled na obec Vážany, nad ní se zvedá hřeben, jehož nejvyšším vrcholem je Mojetín
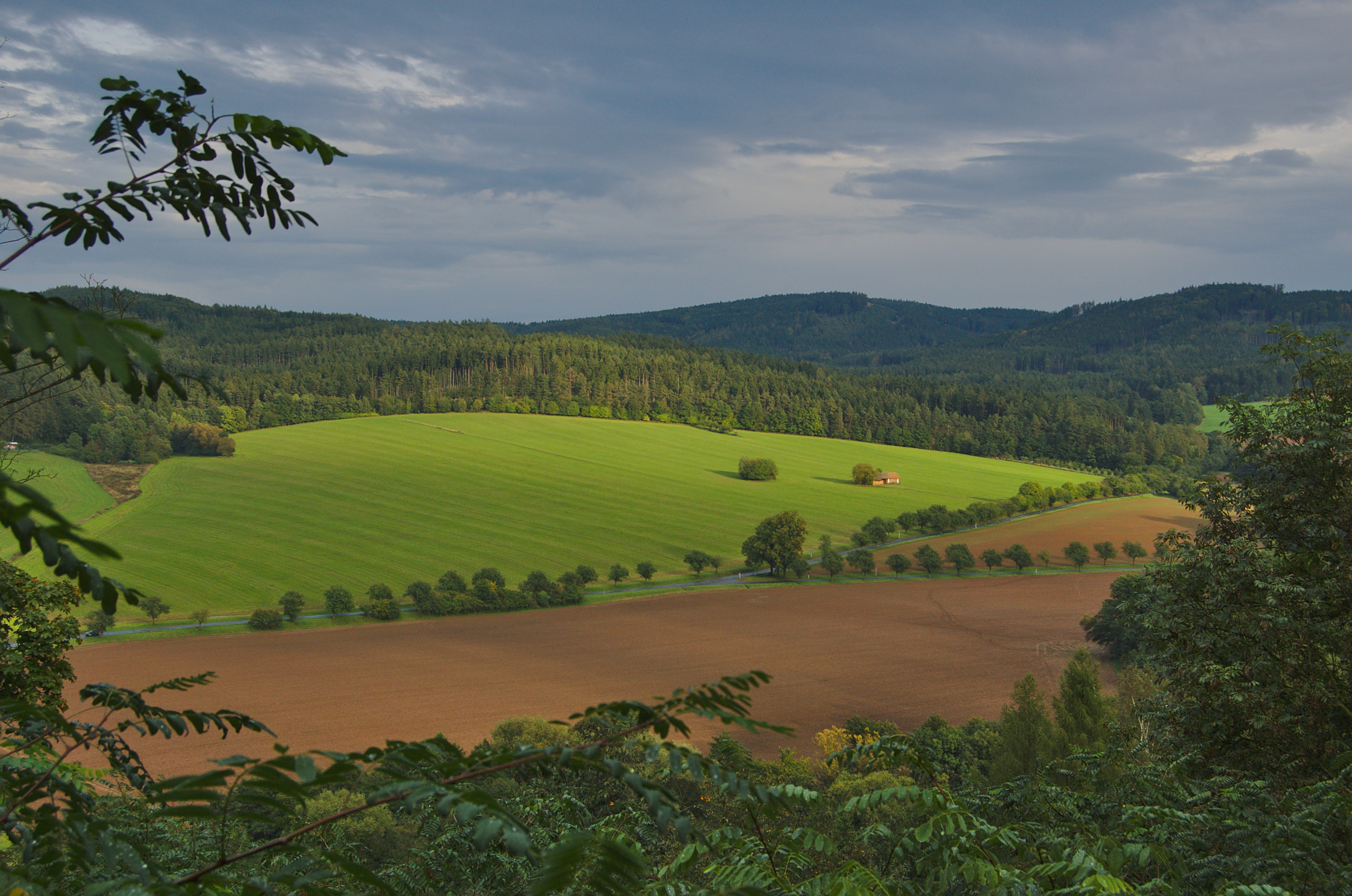
Výhled z kopce Kalvárie v Jaroměřicích směrem na Nový Dvůr, hořejší odbočka silnice vede do kopce k obci Šubířov